# Orcómeno (Beocia)
Orcómeno (en griego antiguo: Ὀρχομενός/Orkhoménos) es un municipio y una localidad de Grecia situada en la periferia de Grecia Central y en la unidad periférica de Beocia. En el año 2011 el municipio tenía 11 621 habitantes y la comunidad local 5238. La localidad también ostentó el nombre de Skripou hasta que recuperó el nombre de Orcómeno.
En la Antigüedad fue un importante asentamiento del noroeste de Beocia. Se ubicaba geográficamente en el extremo oriental del monte Acontio, frente al monte Lafistio, al noroeste del lago Copaide, cerca de la desembocadura del Cefiso. Situada a unos 14 kilómetros al este de Panopeo, al oeste de Haliarto, controlaba los accesos a Beocia procedentes de Lócrida Opuntia y también los que venían de Fócide a través del río Cefiso.

## Tradiciones desde su fundación hasta la guerra de Troya
La ciudad era llamada «Orcómeno de los minias» debido al pueblo que lo habitaba, los minias, cuyo nombre deriva del legendario rey Minias. Sus centros principales eran Orcómeno, en Beocia, y Yolco, en Tesalia. 
La leyenda de la fundación de la ciudad señalaba que Minias había emigrado desde Yolco de Tesalia y fue el fundador de Orcómeno. En contra de esto una versión tardía afirma que desde Orcómeno de Beocia algunos minias emigraron a Yolco de Tesalia y por ello a los argonautas se los llamaba minias. Otra tradición señalaba que su primer habitante había sido Andreo, hijo del dios-río Peneo, por el que el territorio había tomado en un principio el nombre de Andreida.
Se contaba que el rey Ergino de Orcómeno había vencido en batalla a Tebas, ciudad a la que había impuesto tributo, pero poco después Heracles comandó un ejército de tebanos, derrotó a los orcomenios y les impuso un tributo que era el doble del que había impuesto anteriormente Ergino.
En la Ilíada los minias de Orcómeno y Aspledón participan con 30 naves al mando de Ascálafo y Yálmeno, hijos del dios Ares. Además, Homero compara la riqueza de Orcómeno con la de Tebas egipcia.
Según la tradición griega, Orcómeno no fue incorporada a Beocia hasta, por lo menos, sesenta años después de la guerra de Troya.

## Historia

### Edad del Bronce

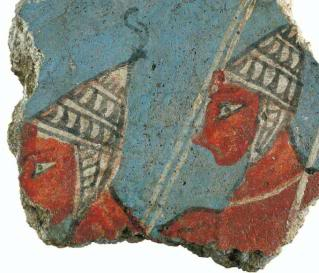
Fragmento de pintura hallada en Orcómeno del periodo micénico donde aparecen representados hombres con cascos de colmillos de jabalí. Museo Arqueológico de Tebas.

Los hallazgos arqueológicos y el estudio de las inscripciones de lineal B de Tebas sugieren que durante la Edad del Bronce la región de Beocia estaba dividida en dos reinos: la zona del noroeste, en torno al lago Copaide y el asentamiento de Gla, debía pertenecer al reino de Orcómeno mientras la parte meridional de la región estaba bajo el dominio de Tebas.
La zona próxima al lago Copaide era pobre y malsana por las marismas y aguas estancadas. Los orcomenios construyeron diques y canalizaron las aguas de ríos y del lago por canales subterráneos naturales y algunos artificiales, con lo que drenaron el lago y obtuvieron un territorio extenso y feraz que producía todo tipo de frutos. 
Al igual que la mayoría de centros micénicos, sufrió una destrucción al final del Heládico Reciente IIIB, aunque la fecha concreta es difícil de precisar.

### Edad Oscura y Periodo Arcaico
Los orcomenios tomaron parte en la expedición a Jonia con los hijos de Codro. También formaban parte de la anfictionía de Calauria.

### Periodo clásico
Durante las guerras médicas, Tebas y la mayor parte de las ciudades de Beocia (incluida Orcómeno) se alinearon con los persas. Con la derrota persa (479 a. C.), la influencia de Tebas quedó muy debilitada.
Tucídides menciona que, en la época de la guerra del Peloponeso, Queronea se hallaba en la esfera de influencia de Orcómeno, a la que pagaba tributo. También indica que, junto con Atenas y Eubea, Beocia sufrió un terremoto en el 427/6 a. C., donde quedó especialmente afectada Orcómeno. Por otra parte, cita a Orcómeno entre las ciudades que enviaron soldados beocios contra los atenienses bajo el mando de Pagondas y combatieron en la batalla de Delio el año 424 a. C.
Tras el fin de la guerra del Peloponeso, Orcómeno se alejó de Tebas y se alió con Esparta: apoyó a Lisandro en el sitio de Haliarto del 395 a. C. y luchó del lado del ejército espartano comandado por Agesilao en la batalla de Coronea del año 394 a. C. En la Paz de Antálcidas, en 387 a. C., Tebas se vio obligada a reconocer la independencia de las ciudades beocias pero, unos años después, en el 371 a. C., tras la batalla de Leuctra, Tebas recuperó la supremacía sobre Beocia. 
En el 364 a. C. hubo un intento de restauración aristocrática en Tebas en el cual participaron los caballeros orcomenios (hippeis). Aunque el movimiento oligárquico incluía los aristócratas de la misma Tebas y otras polis, los tebanos aprovecharon para deshacerse definitivamente de Orcómeno. La ciudad fue destruida, parte de la población ejecutada, muchos esclavizados y el resto expulsados. Posiblemente su territorio fue repartido entre las polis vecinas.
Con la destrucción de Tespias, Platea y Orcómeno, los tebanos quedaban como amos absolutos de la Liga Beocia, con 4 de un total de 7 beotarcas. Anteriormente, de un total de 11 beotarcas, Orcómeno y Tespias nombraban 2 cada una, Tanagra uno y Tebas cuatro (por la propia Tebas y varias poblaciones que ella controlaba). Los dos beotarcas restantes se repartían entre varias polis pequeñas.
En el año 354 a. C. Orcómeno fue conquistada por Onomarco y ocupada por los focidios.
El rey macedonio Filipo II restituyó de nuevo Orcómeno a Tebas en el 346 a. C.

### Épocas macedónica y romana
Más tarde, tras la derrota de los tebanos y atenienses en la batalla de Queronea del año 338 a. C., los macedonios reconstruyeron y fortificaron Orcómeno.
Pasó a depender de Roma a partir del 145 a. C., pero durante este periodo se produjo la batalla de Orcómeno entre el ejército de Arquelao, del Reino del Ponto y el romano, comandado por Sila, en el año 86 a. C., donde venció este último. Debido al saqueo que sufrió la ciudad y al establecimiento de fuertes impuestos por los romanos, fue este un periodo de declive.

### Edad Media
Durante su pertenencia al Imperio Bizantino (325-1204), Orcómeno sufrió la ocupación de los visigodos de Alarico I en el 396 y varios terremotos durante el siglo VI. A partir del siglo VI formó parte del thema bizantino de la Hélade.
En 1204 los francos conquistaron el Imperio Bizantino e instituyeron el Ducado de Atenas, que además del Ática comprendía Megáride y Beocia.
En 1311, en la batalla del río Cefiso, los almogávares derrotaron al duque de Atenas Gualterio V de Brienne y Beocia pasó a depender de la Corona de Aragón. Entre 1402 y 1435 Beocia estuvo bajo dominio de Antonio I Acciaioli, que se convirtió en duque de Atenas.

### De la Edad Moderna a la actualidad
Orcómeno permaneció bajo dominio del Imperio Otomano entre 1434 y 1821, cuando dio inicio la guerra de Independencia de Grecia. En 1829 quedó libre del dominio turco y en 1835 se constituyó un municipio que lleva su nombre. El proyecto de desecación del lago Copaide, que comenzó en 1882, contribuyó al desarrollo económico de Orcómeno y de su región circundante.

## Monumentos

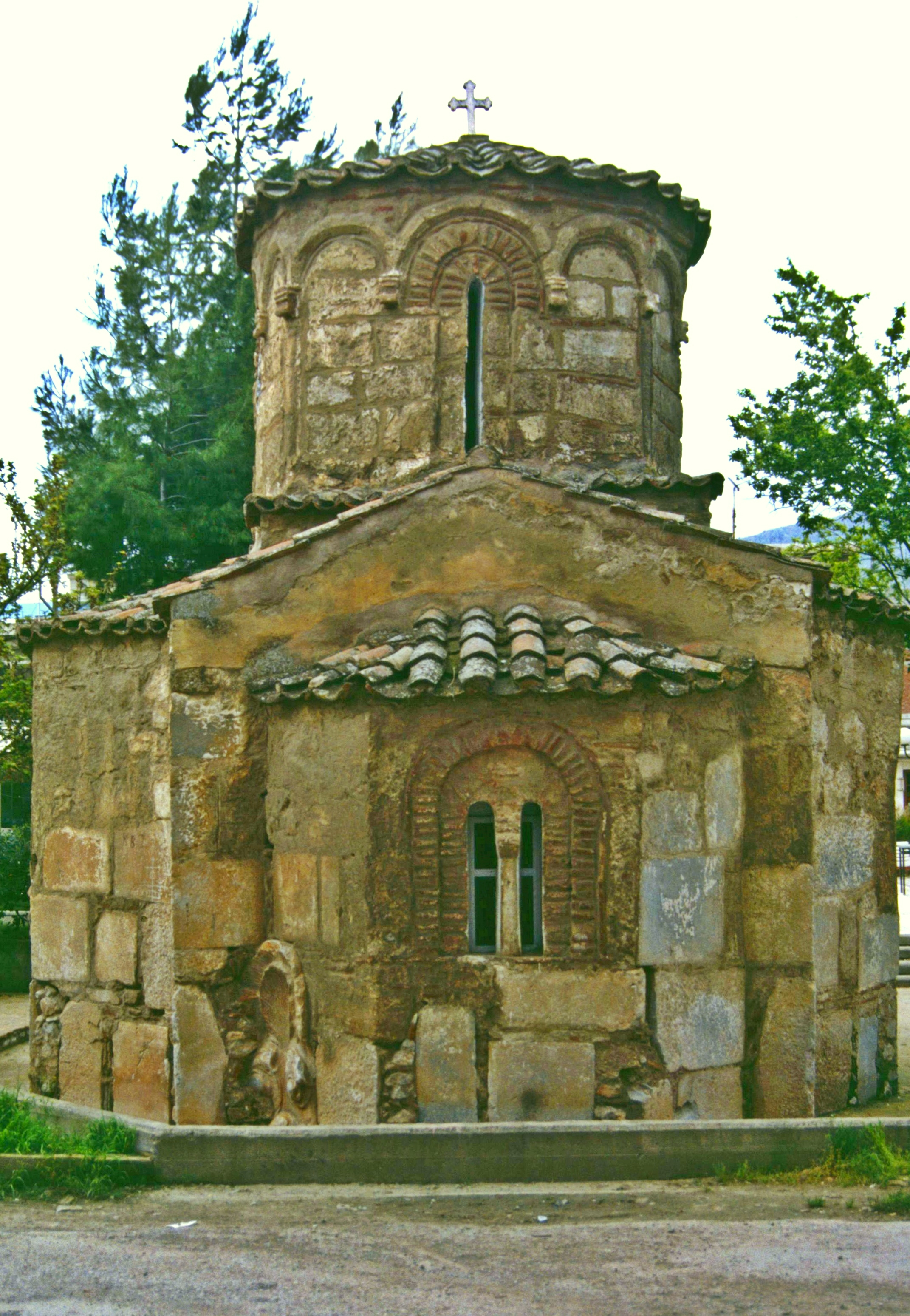
La iglesia de San Sozonte.

Enfrente de Orcómeno se hallaba el monte Lafistio, donde se hallaba un recinto de Zeus. Allí fue donde, según la mitología griega, Atamante trató de sacrificar a Frixo y Hele. La ciudad poseía un santuario de Dioniso, y el más antiguo santuario de las Cárites.
El monasterio de Nuestra Señora de Skripou es un monumento bizantino que fue construido en 873/874 sobre los restos de otro edificio cristiano más antiguo (del siglo V) y bajo cuyo patio se han hallado restos de un palacio micénico. Está dedicado a la Asunción de la Virgen María y a los santos Pedro y Pablo. Bajo la iglesia principal de este monasterio (Koímēsis tês Theotókou) probablemente están las ruinas del santuario de las Cárites mencionado por Pausanias.
La iglesia de San Sozonte es una pequeña iglesia bizantina erigida entre los siglos XI y XII que consta de una original cúpula.
En el sureste de Orcómeno se encuentra la iglesia de San Jorge, construida en el siglo XVI, durante la dominación otomana.

## Restos arqueológicos

### Tesoro de Minias

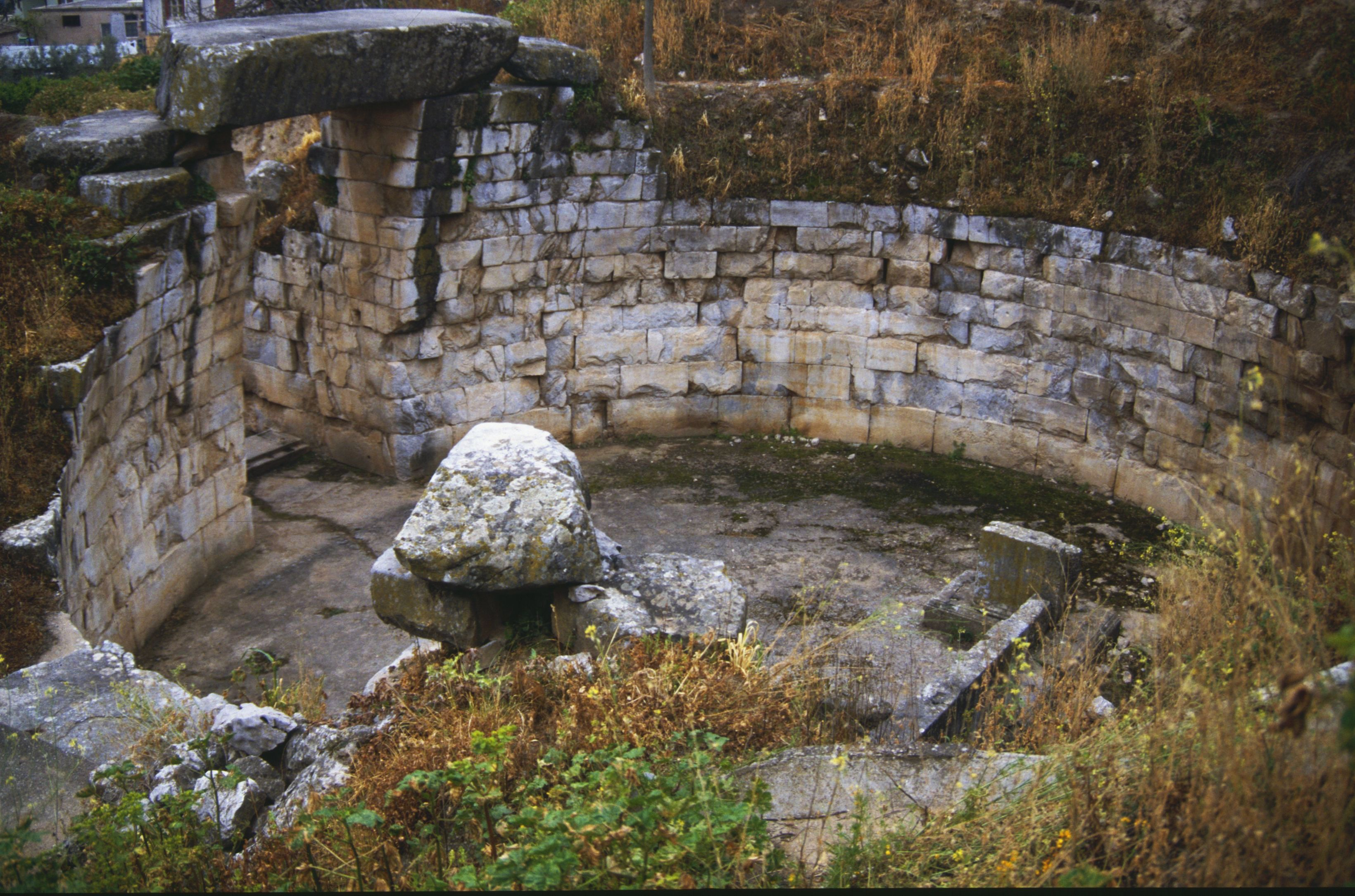
La tumba micénica de Orcómeno conocida como el Tesoro de Minias.

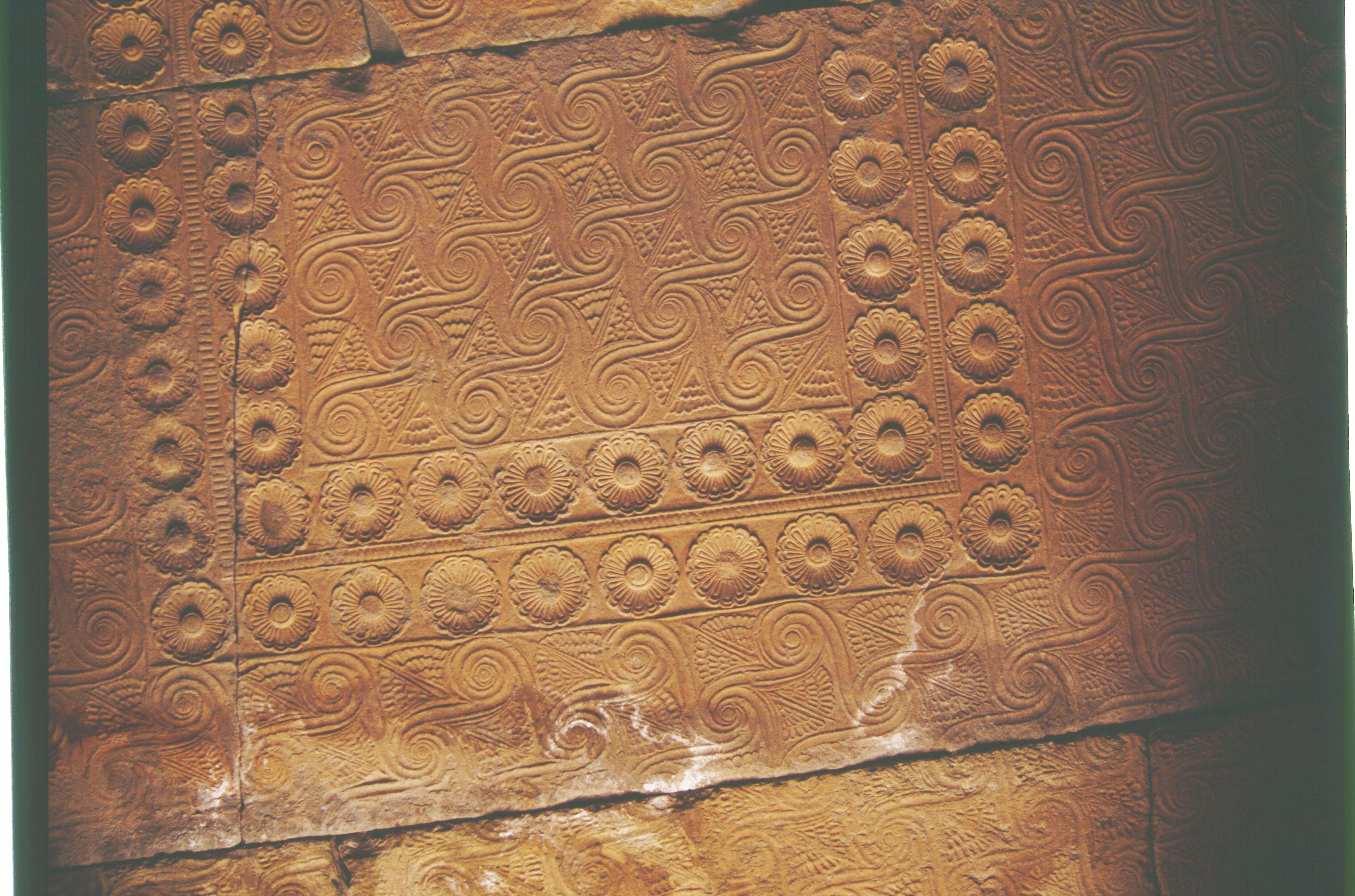
Motivos decorativos en el Tesoro de Minias.

Pausanias ubica en Orcómeno la tumba y el tesoro de Minias y la tumba de Hesíodo.
Entre los restos arqueológicos que se han conservado de Orcómeno destaca una tumba en forma de tholos del periodo micénico que se ha fechado en torno al 1250 a. C. y se ha denominado «Tesoro de Minias» por la descripción que realizó Pausanias. A ella se accedía a través de un dromos y una puerta cuyo arquitrabe está formado por una sola piedra de más de seis metros de longitud. El interior es un espacio circular que estaba cubierto con una cúpula pero esta se derrumbó. La cámara funeraria estaba revestida con pizarra verde, con rosetas, espirales y ornamentos florales como elementos decorativos. Se aprecia bastante similitud entre esta tumba y el denominado Tesoro de Atreo, de Micenas. La tumba fue excavada por Heinrich Schliemann en 1880; la Academia de Ciencias de Baviera completó las excavaciones entre 1903 y 1905 y Anastasios Orlandos la restauró parcialmente en 1914.

### Otros restos

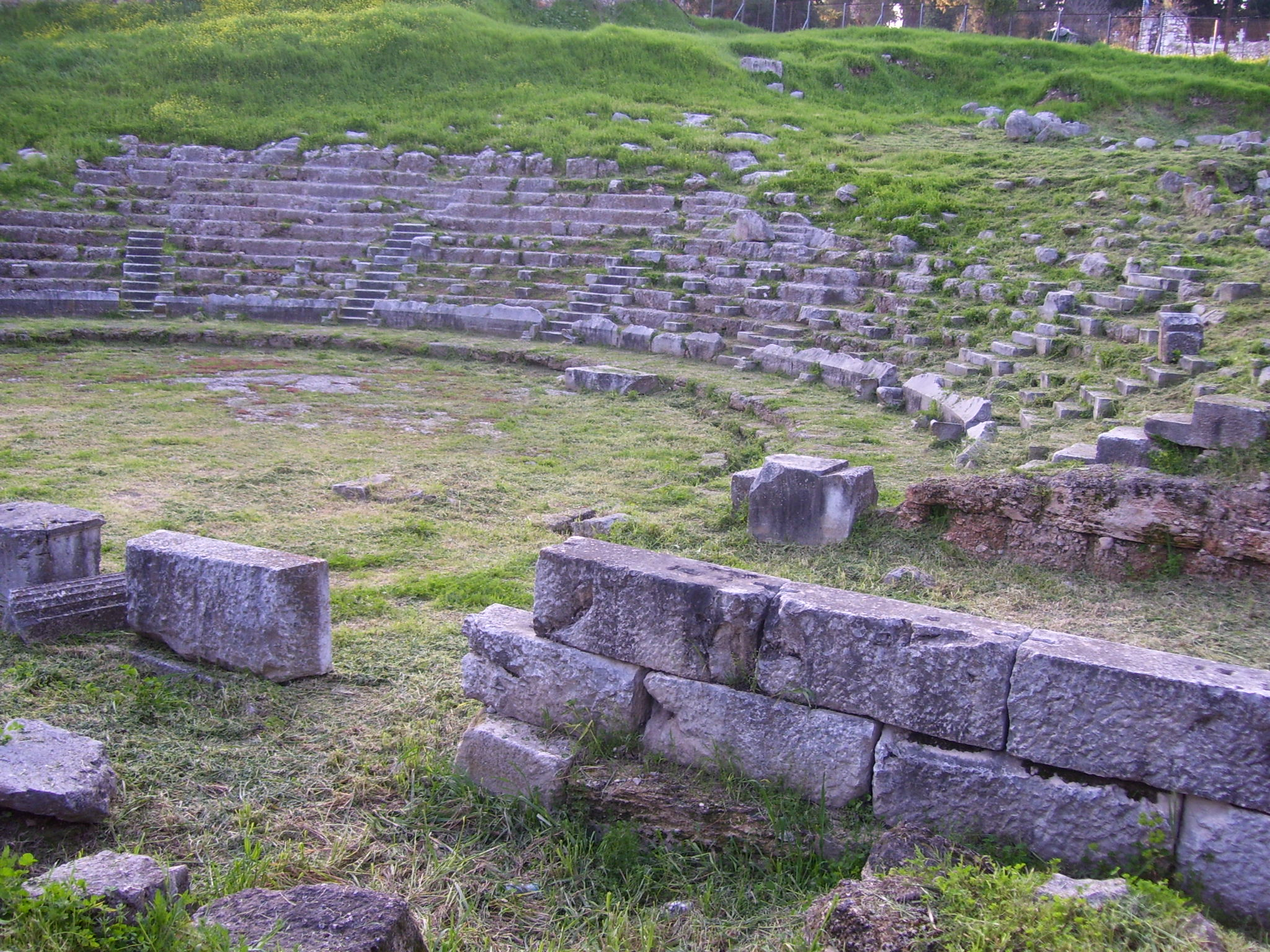
Restos del antiguo teatro.

La acrópolis de la antigua Orcómeno se alzaba sobre una colina de algo más de 200 metros. En torno a ella se construyeron muros para fortificarla cuyos restos visibles pertenecen al siglo IV a. C. Además, se han conservado los restos de una torre imponente que se hallaba en la parte superior a la que se accedía a través de 88 escalones.
Se conserva también el antiguo teatro, cuya capacidad se estima en unos 5000 espectadores, que tuvo su origen en el siglo IV a. C. Fue construido sobre una antigua necrópolis micénica y las inscripciones que se han hallado demuestran que en el teatro se celebraban festivales musicales en honor de las Cárites, de Zeus y de Dioniso. Fue excavado a partir de 1973.
Otros restos que se conservan son los del antiguo templo de Asclepio.